# Jallans
 Jallans  es una localidad y comuna de Francia, en la región de Centro, departamento de Eure y Loir, en el distrito y cantón de Châteaudun.
Está integrada en la Communauté de communes du Dunois.

## Demografía
| 423 | 484 | 570 | 631 | 772 | 751 |
| Para los censos de 1962 a 1999 la población legal corresponde a la población sin duplicidades (Fuente: INSEE [Consultar]) |     |     |     |     |     |

Forma parte de la aglomeración urbana de Châteaudun.